# Chaetophthalmus aurifrons
Chaetophthalmus aurifrons là một loài ruồi trong họ Tachinidae.